# 武曲镇
武曲镇，是中华人民共和国福建省宁德市寿宁县下辖的一个乡镇级行政单位。

## 行政区划
武曲镇下辖以下地区：
武曲村、承天村、塘洋村、西塘村、大韩村、甲峰村、梅洋村、桦垅村、白岩村、南岸村、小溪村和象岩村。